# أمير مصطفى
مصطفى الأول بن محمد الثالث بن مراد الثالث بن سليم الثاني بن سليمان القانوني [بن سليم الأول بن بايزيد الثاني بن محمد الفاتح بن مراد الثاني بن محمد الأول جلبي بن بايزيد الأول بن مراد الأول بن أورخان غازي بن عثمان بن أرطغرل
اختلفت المصادر بين مكان ولادته (عام ١٥٩١) (إسطنبول وبين مانيسا) ، عُرف بضعف عقله بسبب عزلته منذ صغره ، لكنه كان محبوبا وشجاعا وذكيا .. وحزن على موته الإنكشارية والبيروقراطيين وعلماء الدين والشعراء وكل فئة اجتماعية مؤثرة 
قبل أن يستلم العرش للمرة الأولى كانت هناك محاولات في إسقاطه  من قِبَل رستم الوزير الأعظم .. كان يدير هو ووزراء آخرون اتفاقية لتسليم العرش لسليم {الأول}، وحاول تصوير فكرة عنه أنه حليف للصفويين ، وقام بتزيير ختم مصطفى .. ونهاية ١٥٥٢ شن رُستم حملة ضد الصفويين العائدين .. وبعد محاولة إظهار خيانة مصطفى لسيمان نجح في الأمر واستلم سليمان قيادة القوات العثمانية 
كم مرة تولى القيادة ؟ 
مرتين ، المرة الأولى من(١٦١٧ إلى ١٦١٨ ) 
وللمرة الاولى انتقل عرش الدولة من أخٍ وليس أب 
.. من أخيه السلطان أحمد بعد قراره بعدم قتله 
واستلم العرش بعد وفاة أخيه السلطان أحمد الأول ، وما إن لبث ٣ أشهر حتى عُزل واستلم العرش أخوه عثمان الثاني بسبب اختلال عقل السلطان مصطفى .
المرة الثانية من ( ١٦٢٢ إلى ١٦٢٣ ) 
للمرة الثانية استلم العرش حين أُعدم السلطان عثمان من قِبل الانكشارية ، وسبب أنهم أرادوا العرش للسلطان مصطفى لأنهم يعلموا بجنونه فيستطيعوا التحكم وإمساك السلطة وتحقيق ما يريدوا ، هذه المرة استمر في حكمه سنة و٤ أشهر ثم عُزل وأقام في جناح مخصص في قصر طوب كابي حتى وفاته عام ١٦٣٩م . 
كيف مات ؟
(عام ١٦٣٩) في الرحلة التي سار فيها مع والده .. بعد أن وصل المعسكر ليُقبل يد والده لكن والده أمر بقتله بسبب تهمة تحريضه للفتنة والخيانة ، فاجتمع ٣ حراس ومات خنقا وهكذا أُعدم .

المصادر : 
Britannica 1 Sehzade Mustafa
https://ar.m.wikipedia.org/wiki/%D9%85%D8%B5%D8%B7%D9%81%D9%89_%D8%A7%D9%84%D8%A3%D9%88%D9%84
https://www.wikiwand.com/en/articles/Sehzade_Mustafa
https://www.researchgate.net/publication/309128882_Why_Did_Suleyman_the_Magnificent_Execute_His_Son_Sehzade_Mustafa_in_1553
https://www.degruyterbrill.com/document/doi/10.1515/9789633861882-003/html?srsltid=AfmBOorqEbExUHrhR-hK4cgkEl5SBua9_Ssgq8zHTBKNCZWJCqSWzey5
1. ↑  "مصطفى الأول". ويكيبيديا. 18 مايو 2025.
2. ↑  "Şehzade Mustafa - Wikiwand". www.wikiwand.com (بالإنجليزية). Retrieved 2025-08-18.
3. ↑  "Şehzade Mustafa - Wikiwand". www.wikiwand.com (بالإنجليزية). Retrieved 2025-08-18.
4. ↑  "مصطفى الأول". ويكيبيديا. 18 مايو 2025.
5. ↑  "مصطفى الأول". ويكيبيديا. 18 مايو 2025.
6. ↑  "(PDF) Why Did Suleyman the Magnificent Execute His Son Sehzade Mustafa in 1553?". ResearchGate (بالإنجليزية). Archived from the original on 2025-02-19. Retrieved 2025-08-18.
7. ↑  "مصطفى الأول". ويكيبيديا. 18 مايو 2025.
8. ↑  "Şehzade Mustafa - Wikiwand". www.wikiwand.com (بالإنجليزية). Retrieved 2025-08-18.
9. ↑  "(PDF) Why Did Suleyman the Magnificent Execute His Son Sehzade Mustafa in 1553?". ResearchGate (بالإنجليزية). Archived from the original on 2025-02-19. Retrieved 2025-08-18.
10. ↑  Erkoç, Seda (15 Jun 2017). Birnbaum, Marianna D.; Sebők, Marcell (eds.). Repercussions of a Murder: The Death of Sehzade Mustafa on the Early Modern English Stage (بالإنجليزية). Central European University Press. pp. 35–70. DOI:10.1515/9789633861882-003/html?srsltid=afmboorqebexuhrhr-hk4cgkel5sbua9_ssgq8zhtbknczwjcqswzey5. ISBN:978-963-386-188-2.